# ليليان غالو
ليليان غالو (بالإنجليزية: Lillian Gallo)‏ هي ضابطة أمريكية، ولدت في 12 أبريل 1928 في سبرينغفيلد في الولايات المتحدة، وتوفيت في 6 يونيو 2012 في وودلاند هيلز، كاليفورنيا في الولايات المتحدة.

## وصلات خارجية
- ليليان غالو على موقع IMDb (الإنجليزية)
- ليليان غالو على موقع قاعدة بيانات الفيلم (الإنجليزية)